# Montravers
Montravers település Franciaországban, Deux-Sèvres megyében. Lakosainak száma 368 fő (2022. január 1.). Montravers Cerizay, Combrand, La Petite-Boissière, Saint-Amand-sur-Sèvre, Saint-Mesmin és Sèvremont községekkel határos.

## Népesség
A település népességének változása:
| Lakosok száma | 375  | 373  | 384  | 382  | 378  | 373  | 369  | 366  | 368  |
|               | 2013 | 2015 | 2016 | 2017 | 2018 | 2019 | 2020 | 2021 | 2022 |